# Bill Lawrence

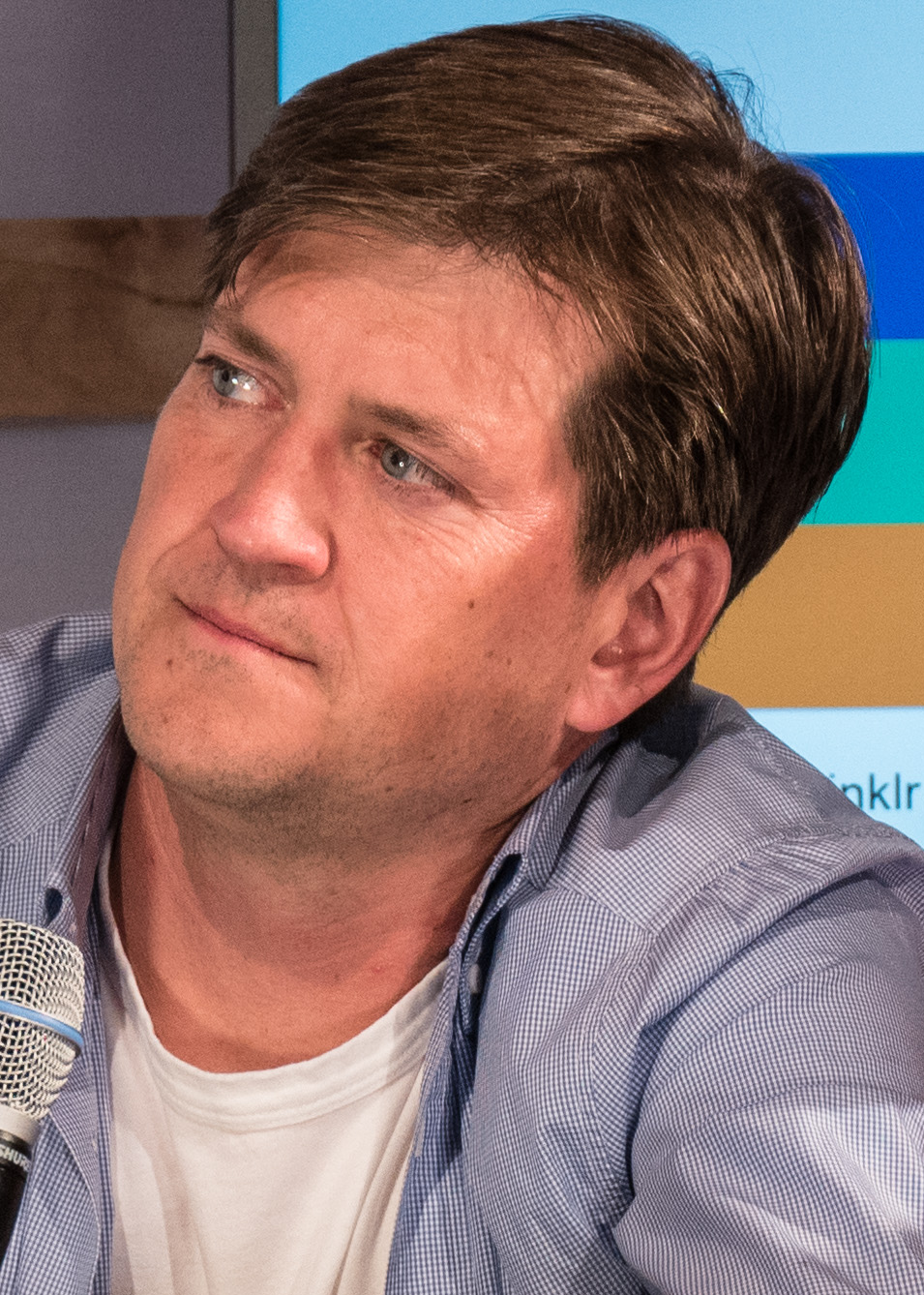
Bill Lawrence in 2015

William "Bill" Van Duzer Lawrence IV (Ridgefield, 26 december 1968) is een Amerikaans scenarioschrijver, producer en regisseur. Hij is vooral bekend als de maker van Scrubs en is een van de bedenkers van Cougar Town. Hij is getrouwd met de actrice Christa Miller, die hij ook gecast heeft voor deze serie. Daarnaast was hij ook een van de makers van Spin City (1996–2002) en Clone High (2002–2003). Hij heeft onder andere geschreven voor Friends, The Nanny, en Boy Meets World.